# Cubitalostigma reichli
Cubitalostigma reichli är en stekelart som beskrevs av Fischer 1998. Cubitalostigma reichli ingår i släktet Cubitalostigma och familjen bracksteklar. Inga underarter finns listade i Catalogue of Life.